# علي عمر كامل
علي عمر كامل (بالإنجليزية: Ali Omar Kamel)‏ (ولد في 9 يونيو 2001 في غانا) لاعب كرة قدم بحريني / غاني يجيد اللعب في مركز الوسط المدافع وأيضا الوسط المحوري. يلعب حاليا لصالح النجمة في الدوري البحريني الممتاز منذ 7 فبراير 2024.

## المسيرة الرياضية

### الأندية
في 1 يوليو 2019 انتقل كامل من المحرق البحريني إلى النجمة البحريني في صفقة انتقال حر.